# Pentaquisdodecaedro
El pentaquisdodecaedro o dodecaedro pentakis es uno de los sólidos de Catalan, cuyo dual es el icosaedro truncado; tiene parecido a un dodecaedro al que se le agregó una pirámide baja de base pentagonal en cada cara del poliedro. Equivale al límite mínimo del pequeño dodecaedro estrellado del grupo de Sólidos de Kepler-Poinsot en el que los triángulos que forman las pirámides pentagonales son equiláteros